# دور بر دقیقه (آلبوم)
دور بر دقیقه (به انگلیسی: Revolutions per Minute) دومین آلبوم استودیویی گروه پانک راک رایز اگنست است که در ۸ آوریل ۲۰۰۳ با برچسب «فات رک کوردز» بیرون داده شد. این آلبوم شامل سه تک‌آهنگ بوده و مهم‌ترین آن همانند فرشته و خدا می‌داند است.
نام انگلیسی این آلبوم به واحد بسامد یعنی تعداد دور بر دقیقه اشاره دارد.

## موزیک ویدئو
کلیپ این ترانه، گروه را در حال اجرا در یک اتاق نشان می‌دهد. قسمت‌هایی از این کلیپ تیم مک ایلریف را نمایان می‌کند که در خیابان‌ها به دنبال چیزی است.

## فهرست آهنگ‌ها
1. نقاب‌های سیاه و گازولین
2. خدا می‌داند
3. شباهت باهم
4. نیمه‌راه
5. همانند فرشته
6. دوربین زبان‌بسته
7. قرمز خونین، سفید و آبی
8. انگلیسی دست و پا شکسته
9. طرح آخرین شانس
10. به درون
11. مشعل‌ها
12. تغییر رنگ کهربایی
13. هر جوری که تو بخواهی

1. Black Masks and Gasoline
2. Heaven Knows
3. Dead Ringer
4. Halfway There
5. Like the Angel
6. Voice Off Camera
7. Blood red, White, and Blue
8. Broken English
9. Last Chance Blueprint
10. To the Core
11. Torches
12. Amber Changing
13. Any Way You Want It

## خدا می داند
«خدا می‌داند» اولین تک‌آهنگ گروه آمریکایی رایز اگنست از آلبوم دور بر دقیقه است. این تک‌آهنگ تنها یک ماه قبل از انتشار آلبوم دور بر دقیقه به همراه یک موزیک ویدئو بیرون آمد.

## پدیدآورندگان
- تیم مک ایلریف – آواز، ریتم گیتار
- جو پرینسیپی – گیتار بیس، هم‌آوازی
- تاد ماهونی – گیتار لید، هم‌آوازی
- برندون بارنز – درام، پرکاشن
- چاد پرایز – هم آوازی